# 1065
| Calendário gregoriano                                                        | 1065 MLXV                                             |
| Ab urbe condita                                                              | 1818                                                  |
| Calendário arménio                                                           | 514 – 515                                             |
| Calendário bahá'í                                                            | -779 – -778                                           |
| Calendário budista                                                           | 1609                                                  |
| Calendário chinês                                                            | 3761 – 3762 Início a 9 de fevereiro (aproximadamente) |
| Calendário copta                                                             | 781 – 782                                             |
| Calendário etíope                                                            | 1057 – 1058                                           |
| Calendários hindus - Vikram Samvat - Calendário nacional indiano - Cáli Iuga | 1120 – 1121 986 – 987 4165 – 4166                     |
| Calendário Holoceno                                                          | 11065                                                 |
| Calendário islâmico                                                          | 457 – 458                                             |
| Calendário judaico                                                           | 4825 – 4826                                           |
| Calendário persa                                                             | 443 – 444                                             |
| Calendário rúnico                                                            | 1315                                                  |
| Calendário solar tailandês                                                   | 1608                                                  |

1065 (MLXV, na numeração romana) foi um ano comum do século XI do Calendário Juliano, da Era de Cristo, a sua letra dominical foi B (52 semanas), teve início a um sábado e terminou também a um sábado.
No território que viria a ser o reino de Portugal estava em vigor a Era de César que já contava 1103 anos.
| Ano completo                   |
| ------------------------------ |
| Ano comum com início ao sábado |

## Eventos
- 28 de Dezembro - A Abadia de Westminster é consagrada a São Pedro.
- Início do reinado de Afonso VI em Leão e dos seus irmãos Sancho II em Castela e Garcia na Galiza e Portucale.
- Sancho I de Aragão conquista Barbastro e casa-se Isabel de Urgel, filha de Armengol III de Urgel.
- Começa a construção do Palácio de la Aljafería, provavelmente para comemorar a reconquista de Barbastro, ao Reino de Aragão por Amade Almoctadir, rei taifa de Saragoça.

## Nascimentos
- Roberto II da Flandres foi conde da Flandres de 1093 até à sua morte em  1111.

## Mortes
- 27 de Dezembro - Rei Fernando I de Leão e Castela, nasceu em 1016.
- Armengol III de Urgel foi Conde de Urgel.
- Gomes Echigues, foi governador com a denominação de “imperator” da comarca de Entre-Douro-e-Minho, n. 1010.
- 2 de Dezembro - Falece Mendo Gonçalves, filho de Gonçalo Trastamires da Maia